# Alfa Romeo Sprint
Alfa Romeo Sprint — автомобиль в кузове купе, производный от Alfa Romeo Alfasud, выпускаемый итальянской компанией Alfa Romeo. Модель выпускалась в 1976—1989 годы. Всего было выпущено 116 552 автомобиля под именем Alfasud Sprint и Alfa Romeo Sprint. Модели Sprint продавались в Европе, Южной Африке, Австралии и Новой Зеландии.

## История

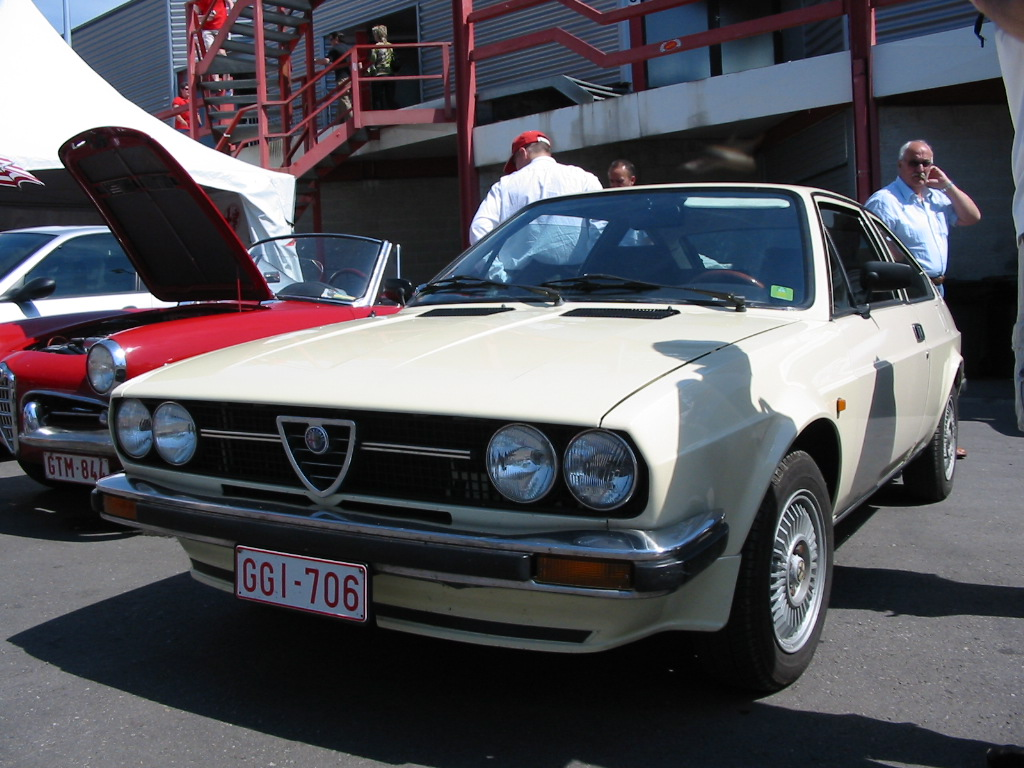
Alfasud Sprint (1976–1983)

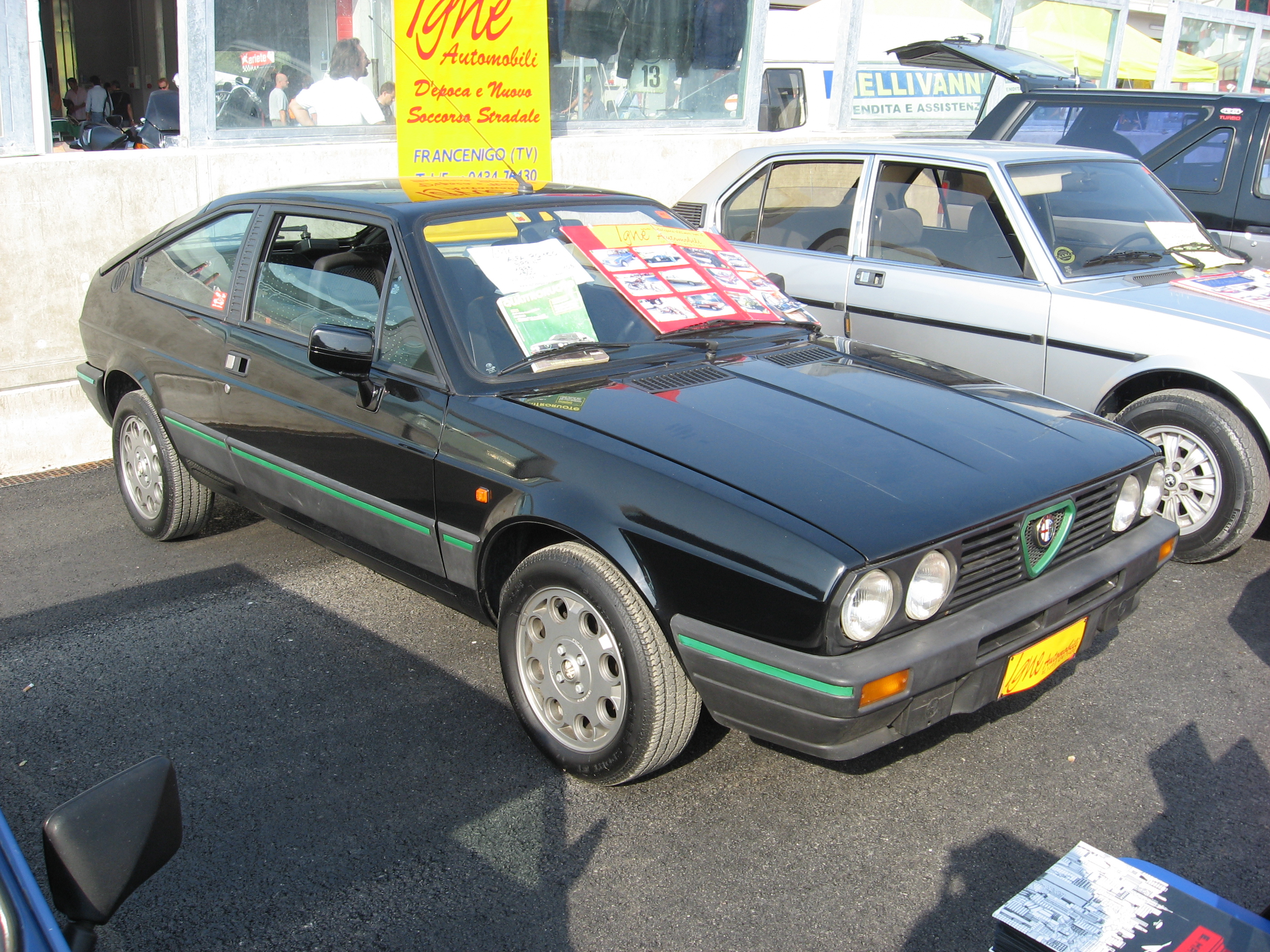
Alfa Romeo Sprint (1983–1989)

## Дизайн
Автомобиль является длинным купе длиной 4,02 метра и очень низким профилем, являясь ярким представителем 70-х и 80-х годов в итальянском автомобильном дизайне. Годом ранее, чем Sprint с похожим стилем кузова, хотя и с немногочисленными изменениями, дебютировал другой классический авто 70-х Volkswagen Golf.
До 1983 года Alfasud Sprint имели стальные бампера, но на рестайлинге 1983 года модели приобрели пластиковые и уменьшенные бампера, другую решётку радиатора, а также новые 14-дюймовые колеса Italspeed с 8-ю дырками и нестандартной резиной Michelin 340 мм. Завися от оснащения, некоторые модели Sprint имели пластиковые накладки бамперов по бокам, задний спойлер (в основном в модификации Quadrifoglio Verde). Самый популярный дополнительный комплект был обвес от Zender, включающий уменьшенные бампера, боковые накладки. В основном много таких моделей были проданы в Великобритании и некоторых других странах.

## Салон
Alfa Sprint имеет компоновку 2+2: два сидения спереди и два места сзади. Два передних сидения были разными в двух версиях: в обычной стояли стандартные, а в спортивной версии сиденья удлиненные с выдвигающимся подушками для бёдер. Необычная вещь - это ключ зажигания, который устанавливался с левой стороны от руля (обычно на всех автомобилях с правой стороны). На центральной консоли присутствовали несколько выключателей для передних и противотуманных фар, заднего стеклоочистителя и омывателя. Также были установлены аналоговые часы от Jaeger. Начиная с 1983 года они были заменены на электронные. Снизу панели приборов были ручки контроля обогрева: одна для тёплого воздуха, вторая для холодного воздуха и третья для уровня обдува. Задний диван не мог складываться и имел объём в 425 литров, в основном из-за высокого профиля задней панели. Всё это отделывалось кожей.

## Предшественники и преемники
Alfa Sprint является автомобилем в кузове купе, производный от Alfa Romeo Alfasud. Поэтому модель не имеет прямых преемников и предшественников. Alfa Sprint - компактное купе, хотя некоторые из её идей прошли два десятилетия и были использованы в его ближайшем родственнике Alfa Romeo GT, которая восходила к 147 и 156.

## Автоспорт
Alfa Sprint являлась очень популярной гоночной машиной в конце 70-х и до 1983 года. Был организован турнир Sprint Trofeo, хорошо известный Европейский турнир в классе Гран Туризмо в те годы. Несмотря на то, что в гонках, хай-климбах и других исторических соревнованиях было использовано большое количество Alfa Sprint, модель получила свою популярность благодаря хорошей управляемости.

## Двигатели
- 1,2 Boxer (1,286 куб.см) (75 л.с.)
- 1,3 Boxer (1,351 куб.см) (от 77 до 84 л.с. Зависит от модели)
- 1,5 Boxer (1,490 куб.см) (от 84 до 105 л.с. Зависит от модели)
- 1,7 Boxer (1,712 куб.см) (118 л.с. Шли с гидроусилителем руля.
- 1,7 Boxer (1,712 куб.см) (114 л.с., 105 л.с. с катализатором)
- В суперкаре, названном Giocattolo и построенным в городе Калаундра, Квинсленд, Австралия, стоял двигатель объёмом 2,5 л. V6 мощностью 160 л.с.. Он стоял продольно. Всего было собрано несколько прототипов. Последние версии таких Sprint оммологированных для Группы А, оснащались трансмиссией от ZF, позволяющая им распределять мощность к весу, аналогичную как на Mclaren F1. Эти суперкары в последней серии шли с двигателем V8 Holden 5.0 Walkinshaw.